# موریس لو بوچر
موریس لو بوچر (انگلیسی: Maurice Le Boucher; ۲۵ مهٔ ۱۸۸۲ – ۹ سپتامبر ۱۹۶۴) آهنگساز اهل فرانسه بود.
وی همچنین برندهٔ جوایزی همچون جایزه بزرگ رم شده‌است.